# Antoni Prusiński (zm. 1943)
Antoni Prusiński (zm. 15 maja 1943 we wsi Poręba-Kocęby) – polski rolnik niosący pomoc Żydom w czasie II wojny światowej, zamordowany przez nazistowskich Niemców, uhonorowany w ramach projektu „Zawołani po imieniu”.

## Życiorys
Antoni Prusiński mieszkał razem z rodziną we wsi Poręba-Kocęby, bezpośrednio blisko miejsc, gdzie swoją kryjówkę w lesie mieli Żydzi. Antoni razem z sąsiadem Piotrem Leszczyńskim wielokrotnie udzielał pomocy ukrywającym się. 15 maja 1943 r. o godzinie 4:00 nad ranem żandarmeria niemiecka oraz Gestapo rozpoczęli obławę lasu w poszukiwaniu ukrywających się. Jednocześnie otoczyli Poręby tak, aby nikt nie mógł wydostać się z wioski aż do kolejnego dnia. W wyniku obławy pojmano nieznaną z nazwiska ukrywającą się osobę. Prusiński został pobity i później zamordowany za niesienie pomocy Żydom. Razem z nim zginął Piotr Leszczyński oraz ukrywany Żyd.
9 czerwca 2019 Antoni Prusiński oraz Piotr Leszczyński zostali upamiętnieni tablicą umieszczoną na kamieniu w ramach projektu „Zawołani po imieniu” Instytutu Pileckiego. Uroczystość w Porębie-Kocębach zgromadziła kilkaset osób, obecni byli m.in. przedstawiciele władz samorządowych oraz podsekretarz stanu Magdalena Gawin. Organizatorami upamiętnienia byli dr Wojciech Kozłowski, dyrektor Instytutu Pileckiego, Jerzy Żukowski, starosta powiatu wyszkowskiego, oraz prof. Wiesław Przybylski, wójt gminy Brańszczyk.